# Paraná Rowing Club
El Paraná Rowing Club es un club deportivo ubicado en la Ciudad de Paraná, capital de la provincia de Entre Ríos, en Argentina.
Fue fundado en 1917 con el fin de practicar remo y natación, pero luego amplió sus actividades a otros deportes como rugby, básquet, hockey Sobre césped, pelota paleta, vóley, esgrima y tenis, entre otros.
Cuenta con cinco predios: la sede ubicada en el Parque Urquiza, una playa privada a la vera del río, una isla frente a la playa, el campo de deportes La Tortuguita, en la Avenida Circunvalación José Hernández y el anexo Yarará, en el este de la ciudad. Posee un estadio internacional de hockey sobre césped y en sus instalaciones se realiza anualmente el Seven de la República, el más importante de rugby 7 del país. En 2022 contaba con 8500 socios. El club ha obtenido gran cantidad de campeonatos argentinos y sudamericanos en remo, incluyendo dos representantes olímpicos.

## Historia
El Paraná Rowing Club fue fundado el 24 de abril de 1917, con el objetivo de conformar un club de remo, natación y waterpolo en la ciudad de Paraná. Inicialmente sus instalaciones consistieron en un galpón de zinc con piso de tierra frente a un sector del Río Paraná de aguas profundas, entre dos muelles en el Puerto Nuevo, en el extremo oeste de la actual costanera. El 15 de febrero de 1922 se afilió a la Asociación Argentina de Remeros Aficionados quedando inscripto como club adherido número 25. 
El de 12 de octubre de 1930 un equipo integrado por Guillermo Arcioni, Jorge Ferreyra, José Mármol, Gregorio Insaurralde y Justo Rocha ganó la tradicional regata de El Tigre, en la prueba de cuatro con timonel novicios.
En 1937, a propuesta del intendente de la Ciudad, el club se mudó al Parque Urquiza, a orillas del Río Paraná. Allí se construyó el primer edificio de la sede y las primeras instalaciones. Luego se construyeron los natatorios y la cancha de básquet. En la década de 1940, el club se convirtió también en un centro social de gran importancia, como organizador de bailes y encuentros comunitarios. En 1948, el remero Ángel Malvicino compitió en los Juegos Olímpicos de Londres.
En la década de 1960 se construyó un gimnasio cerrado, se inauguró la primera pileta climatizada de Paraná y se estableció el campo de deportes La Tortuguita, en la Avenida Circunvalación José Hernández. En los Juegos Olímpicos de Los Ángeles 1984 compitió Gustavo Calderón, remero del club.
En 2014 el club obtuvo el Campeonato Sudamericano de Remo Sub-23, al consagrarse Pablo Orsaria en la categoría single. En la década de 2020 el club adquirió un nuevo anexo, denominado Yarará, cubicado en la zona este de la capital provincial, de 25 mil metros cuadrados, donde se construirán seis piletas, entre otras importantes obras de infraestructura.

## Instalaciones
El club cuenta con cinco predios, todos ubicados en la Ciudad de Paraná.

### Sede central
El club tiene su sede central en el céntrico Parque Urquiza, sobre el río homónimo. Allí se encuentran sus instalaciones e infraestructura relacionadas con el remo, así como una pista de hockey sobre patines, un gimnasio cubierto con dos canchas para la práctica de básquet y vóley, frontones techados de pelota a mano, piscinas cubiertas y al aire libre, sala de fitness y musculación, además de sauna, pub, biblioteca, salón de lectura y terrazas con quinchos cerrados de uso familiar. En la sede se encuentran también salones históricos para el club, como el Salón Ateneo y el Salón de Botes.

### La Playa
El club posee su propia playa de arena, exactamente frente a la sede central, a la vera del Río Paraná. Allí se realizan deportes de arena, como beach vóley, fútbol o rugby playero. Los socios cuentan con parrillas y mesas. En el predio se encuentran también bajadas para lanchas, baños, duchas y una confitería.

### La Tortuguita
El campo de deportes La Tortuguita se encuentra ubicado sobre la Avenida Circunvalación José Hernández (acceso norte a la ciudad). Allí se encuentra un estadio de hockey sobre césped que ha sido sede de torneos nacionales y encuentros internacionales, así como varias canchas de rugby, donde entre otras competencias se disputa anualmente el Seven de la República, el torneo más importante de la región en esa modalidad. El predio cuenta también con parrillas y piscinas para uso familiar de los socios y dos canchas de tenis con luz artificial.

### Yarará
El Anexo Deportivo “Yarará” fue adquirido en 2019. Está ubicado en el Acceso Norte de la ciudad y consta de ocho hectáreas. Allí se han construido varias canchas de rugby y dos courts de tenis -estando planificadas otras más-, vestuarios y un quincho con parrilla para reuniones, almuerzos o cenas.

### La Isla
El club posee también una isla en el Río Paraná ubicada a mil metros frente a la playa.